# Matthias Grüne
Matthias Grüne (* 19. August 1963 in Dortmund) ist ein Generalarzt des Heeres der Bundeswehr und seit Mai 2025 Kommandeur des Kommandos Regionale Sanitätsdienstliche Unterstützung in Diez.

## Leben
Grüne trat 1982 als Reserveoffizieranwärter mit einer Verpflichtungszeit von zwei Jahren beim Panzergrenadierbataillon 202 in Hemer in die Bundeswehr ein. 1985 wurde er als Sanitätsoffizier-Anwärter übernommen und studierte bis 1991 Humanmedizin an der Ruhr-Universität in Bochum. Von 1991 bis 1992 war er Arzt im Praktikum im Bundeswehrkrankenhaus Gießen im Bereich Urologie und Chirurgie, approbierte 1992 als Arzt, war von 1992 bis 1993 Weiterbildungsassistent am Bundeswehrkrankenhaus in Gießen im Bereich Chirurgie und promovierte 1992 zum Doktor der Medizin. Von 1993 bis 1994 war er Truppenarzt beim Panzerbataillon 143 in Stadtallendorf und von 1994 bis 1997 beim Panzerbataillon 403 in Schwerin. 1997 wurde er S3 Kommandoarzt im Heeresführungskommando, Abteilung Sanitätsdienst in Koblenz, 1998 Dezernent personelle Grundsatzangelegenheiten im Personalamt der Bundeswehr, Abteilung IV 1, in Köln, 1999 Personalführer Sanitätsoffiziere Heer im Personalamt der Bundeswehr, Abteilung IV 2 in Köln und 2001 Referent InSan II 3 im Führungsstab des Sanitätsdienstes im Bundesministerium der Verteidigung in Bonn, zuständig für personelle Grundsatzangelegenheiten. 
Von 2004 bis 2005 war Grüne Regimentskommandeur des Sanitätslehrregiments in Feldkirchen. Währenddessen nahm er von November 2004 bis Februar 2005 am SFOR-Einsatz teil. Er war von 2005 bis 2010 Dezernatsleiter IV 1 und Leitender Sanitätsoffizier im Personalamt der Bundeswehr in Köln, zuständig für Personalmanagement der Sanitätsoffiziere, Militärfachlicher Dienst Sanität, Militärmusik und Sanitäts-Offizieranwärter und studierte parallel von 2007 bis 2008 Gesundheitsökonomie an der EBS Universität für Wirtschaft und Recht. Von 2010 bis 2012 war er Gruppenleiter III 4 in der Stammdienststelle der Bundeswehr in Köln, zuständig für das Personalmanagement der Unteroffiziere mit und ohne Portepee und der Mannschaften des Sanitätsdienstes, und nach deren Auflösung und Überführung in das Bundesamt für das Personalmanagement der Bundeswehr dort von 2012 bis 2013 Referatsgruppenleiter IV 3.4 mit gleicher Zuständigkeit.
Von 2013 bis 2015 war Grüne Referatsleiter Führung Streitkräfte II 6 (Steuerung der Gesundheitsversorgung) im Bundesministerium der Verteidigung in Berlin (2015 unter der Bezeichnung III 5), von 2015 bis 2019 Abteilungsleiter C (Krankenhausmanagement) im Kommando Sanitätsdienst der Bundeswehr in Koblenz und von 2019 bis 2023 Kommandeur und Ärztlicher Direktor des Bundeswehrkrankenhauses Westerstede. Von 2023 bis 2024 war er Referatsgruppenleiter San in der Abteilung Führung Streitkräfte im Bundesministerium der Verteidigung in Berlin, bevor er im September 2024 als Stellvertreter des Kommandeurs zum Kommando Regionale Sanitätsdienstliche Unterstützung nach Diez wechselte. Am 19. Mai 2025 übernahm er selbst die Führung des Kommandos.
Grüne ist verheiratet, hat vier Kinder und wohnt in Köln.

## Auszeichnungen
- Ehrenkreuz der Bundeswehr in Gold (2019)
- Einsatzmedaille EUFOR in Bronze (2005)